# Kelsey Mitchell
Kelsey Mitchell (Brandon, 26 de novembre del 1993) és una esportista canadenca que competeix en ciclisme en la modalitat de pista.
Va participar en els Jocs Olímpics de Tòquio 2020, obtenint una medalla d'or a la prova de velocitat individual. Va guanyar una medalla de bronze en el Campionat Mundial de Ciclisme a Pista de 2021, en la mateixa prova.

## Palmarès internacional
| Jocs Olímpics     | Jocs Olímpics     | Jocs Olímpics | Jocs Olímpics        |
| Any               | Lloc              | Medalla       | Competició           |
| ----------------- | ----------------- | ------------- | -------------------- |
| 2020              | Tòquio ( Japó)    | 1             | Velocitat individual |
| Campionat Mundial |                   |               |                      |
| Any               | Lloc              | Medalla       | Competició           |
| 2021              | Roubaix ( França) | 3             | Velocitat individual |

## Carrera esportiva
Mitchell competia en futbol universitari mentre estudiava a la Universitat d'Alberta. Va fer el canvi pel ciclisme als 23 anys al RBC Training Ground, un programa esportiu que busca esportistes canadencs per als Jocs Olímpics. Ràpidament es va fer el seu lloc a l'esport ja que aconseguí guanyar la medalla d'or en la categoria de velocitat als Jocs Panamericans del 2019 i va acabar quarta al Campionat del món de ciclisme en pista de 2020.